# Richard Bartsch

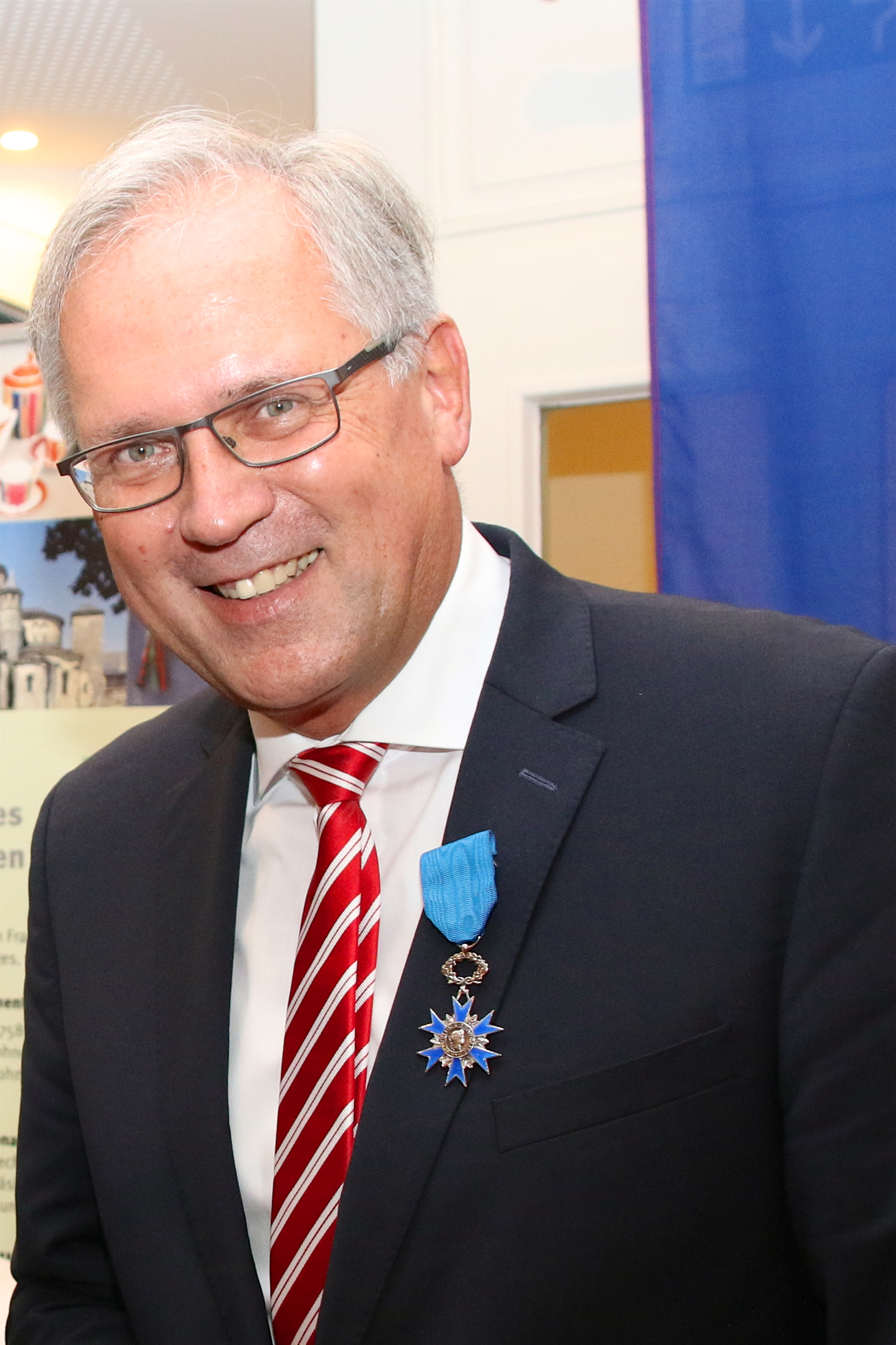
Richard Bartsch (2015)

Richard Bartsch (* 1. August 1959 in Nürnberg) ist ein deutscher Politiker der CSU. Er war von 2003 bis Oktober 2018 Bezirkstagspräsident von Mittelfranken und lebt in Roßtal im Ortsteil Buchschwabach.

## Leben
Nach dem Schulabschluss 1975 an der Markgraf-Georg-Friedrich Realschule in Heilsbronn durchlief Bartsch die Ausbildung zum Verwaltungsfachangestellten in der Stadtverwaltung von Nürnberg, die er 1978 erfolgreich abschloss. 1983 folgte die Fachprüfung zum Verwaltungsfachwirt. Danach arbeitete er in der Bauordnungsbehörde, dem Wahl- und dem Personalamt der Stadt. Seit 1997 arbeitete er als stellvertretender Leiter der Grundsatz- und Planungsabteilung Sonderprojekte im Seniorenamt Nürnberg. Von 2015 bis 2018 war er im Liegenschaftsamt, danach im Wirtschaftsreferat der Stadt Nürnberg beschäftigt.

## Politik
1976 trat Bartsch in die Junge Union (JU) ein, wo er von 1979 bis 1987 der Kreisvorsitzende für den Landkreis Fürth war. Im Jahre 1977 trat er dann in die CSU im Ortsverband Roßtal ein. 2003–2009 war er Stellvertreter des Bezirksvorsitzenden im CSU-Bezirksverband Nürnberg-Fürth-Schwabach gewählt. Im Jahr 2007 wurde er Beisitzer im Ortsverband des CSU-Ortsverbandes Gostenhof-Muggendorf-Leyh sowie kooptiertes Mitglied im Kreisvorstand des CSU-Kreisverbandes Nürnberg-West.
Bartsch war in den Jahren 1984 bis 2002 Mitglied des Gemeinderates des Marktes Roßtal. Gleichzeitig, im Zeitraum von 1984 bis 2008, war er Mitglied des Kreistages des Landkreises Fürth.
In den Jahren 1986, 1990, 1994, 1998 und 2003 wurde Bartsch im Stimmkreis Fürth-Land und 2008, 2013 und 2018 im Stimmkreis Nürnberg-West jeweils direkt zum Bezirksrat gewählt. Von 1986 bis 1994 übernahm er das Amt des Fraktionsgeschäftsführers der CSU-Fraktion und von 1994 bis 2003 war er Fraktionsvorsitzender der CSU im Bezirkstag. 2003, 2008 und 2013 wurde er jeweils für eine fünfjährige Amtszeit zum Bezirkstagespräsidenten gewählt. Aufgrund politischer Unstimmigkeiten im Bezirkstag und einer Affäre um den ehemaligen Vorstand der Bezirkskliniken Mittelfranken Helmut Nawratil stellte sich Bartsch im November 2018 nicht mehr zur Wiederwahl als Bezirkstagspräsident. Die bis dahin dominierende CSU-Fraktion verlor bei den Wahlen deutlich an Sitzen und die Position des Bezirkstagspräsidenten. Sein Nachfolger wurde im November 2018 Armin Kroder von den Freien Wählern.

## Auszeichnungen
Für seine besonderen Verdienste um die kommunale Selbstverwaltung wurden Bartsch 1998 die Bürgermedaille des Marktes Roßtal und 2008 die Kommunale Verdienstmedaille des Freistaates Bayern in Bronze und 2013 die in Silber verliehen.
Bartsch wurde für sein Engagement im Dienst der deutsch-französischen Beziehungen von Frankreichs Präsident François Hollande mit dem Nationalen Verdienstorden Frankreichs ausgezeichnet; die Ehrung nahm der Generalkonsul in München Jean-Claude Brunet vor. Für seine langjährige Mitgliedschaft im Bezirkstag (und seine besonderen Verdienste um die Bayerische Verfassung) wurde er 2021 mit dem Bayerischen Verfassungsorden ausgezeichnet.

## Förderung der Geriatrie (Altersheilkunde)
Im Jahr 1990 gründete Bartsch den Geriatrie-Förderverein Mittelfranken e. V. und war bis zum Jahre 2003 dessen Vorsitzender. Am 30. Mai 2011 wurde der Verein aufgelöst. 1993 war er Gründungsmitglied und 2. Vorsitzender der Arbeitsgemeinschaft Geriatrie Bayern e. V. Seit 2001 ist er für diese Arbeitsgemeinschaft der erste Vorsitzende.
Außerdem ist Bartsch Verwaltungsratsvorsitzender des Bildungszentrums für Blinde und Sehbehinderte Nürnberg.